# 博博舍沃市鎮

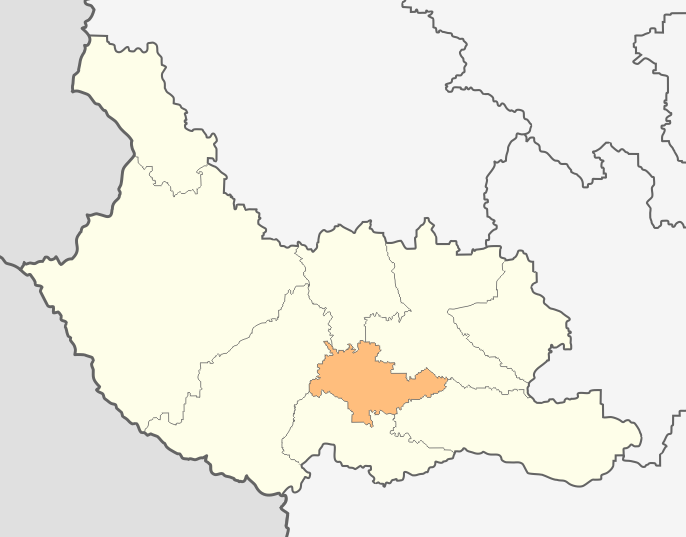

博博舍沃市，是保加利亞的城鎮，位於該國西部，由丘斯滕迪爾州負責管轄，首府設於博博舍沃，面積135.14平方公里，2011年人口2,870，人口密度每平方公里21.24人。
42°9′N 23°0′E / 42.150°N 23.000°E